# Навобод (джамоат Рохати)
Навобо́д (тадж. Навобод) — село в районах республиканского подчинения Республики Таджикистан. 
Входит в состав джамоата (сельской общины) Рохати района Рудаки.
Находится на расстоянии 47 км от райцентра (пгт. Сомониён) и 9 км от центра джамоата (село Теппаи-Самарканди).
Население — 1195 чел. (2017).